# 조영욱 (축구 선수)
조영욱(曺永旭, 1999년 2월 5일~)은 대한민국의 축구 선수이며 포지션은 공격수이다. 현재 K리그1의 FC 서울에서 뛰고 있다.

## 어린 시절
언남고등학교를 졸업한 후 고려대학교에 입학하여 등번호 10번을 달고 맹활약하였다.
언남고등학교 졸업시즌인 2016년에 대한축구협회 주관 올해의 영플레이어상을 수상하였다.

## 구단 경력

### FC 서울
2018년 1월 조영욱은 FC 서울에 입단하였다. 2018년 4월 25일 전남 드래곤즈와의 경기에서 자신의 데뷔골을 성공시켰다. 하지만 팀은 1-2로 패배했다.

## 국가대표팀 경력
2017년 FIFA U-20 월드컵 본선 멤버에 포함되었다.
2018년 AFC U-23 챔피언십의 멤버로 발탁되었다.
2018년 12월 4일에 파울루 벤투 감독이 이끄는 성인 국가대표팀에 처음으로 발탁되었다. 그러나 2022년 FIFA 월드컵 국가대표팀 승선에 실패하며 월드컵에는 나서지 못했다.
2019년 FIFA U-20 월드컵 국가대표로 발탁되었다.
상무에 입대한 후, 2022년 아시안 게임을 앞두고 U-23 남자 국가대표팀으로 발탁되었다. 2023년 10월 7일에 열린 일본과의 결승전에서 역전 골을 성공하며 대한민국의 아시안 게임 축구 3연패에 기여함과 동시에, 조기 전역 자격을 얻게 됐다.

### 국가대표팀 득점 기록
| # | 경기일     | 경기장소           | 상대팀 | 득점 | 결과 | 비고     |
| - | ---------- | ------------------ | ------ | ---- | ---- | -------- |
| 1 | 2022/01/21 | 튀르키예, 안탈리아 | 몰도바 | 4-0  | 4-0  | 친선경기 |

## 수상 내역

### 팀

#### 대한민국 U-20
- FIFA U-20 월드컵 : 준우승 (2019)

#### 대한민국
- EAFF E-1 풋볼 챔피언십 : 준우승 (2022)

대한민국 U-24
- 2022 항저우 아시안게임: 우승-금메달(2023)

### 개인
- 2016년 대한축구협회 올해의 영플레이어상

## 참고 자료
- NEXTAR★K '아구에로 워너비' U20의 슈팅몬스터 조영욱